# Chlorochin
Chlorochin (též pod obchodním názvem Aralen) je široce používané chinolinové léčivo, jehož účinek je podobný chininu. Používá se především jako antimalarikum – po podání se tato látka koncentruje v tělech původců malárie a blokuje jejich metabolické pochody. Byl vyvinut během amerického programu hledajícího antimalarika za druhé světové války. Experimentuje se také s jeho využitím na léčbu covidu-19.

## Užití
Používá se především jako profylaktická látka s nízkou toxicitou pro pacienta a dlouhým poločasem v krevní plazmě. Je tedy vhodná pro prevenci nakažení malárií u jedinců, u nichž hrozí zvýšené riziko. Goodman & Gilman udává, že je s profylaxí vhodné začít 1–2 týdny před cestou do malarických regionů a užívat každý týden během pobytu v oblasti a následně čtyři týdny po opuštění těchto rizikových oblastí. Chlorochin není účinný proti chronickým či jaterním stádiím malárie – účinkuje jen na asexuální krevní stadia. Proti léčivu však vzniká snadno rezistence a v oblastech, kde se vyskytuje rezistentní malárie (kterých je dnes většina), se nasazení chlorochinu zpravidla vůbec nedoporučuje. Do velké míry byl nahrazen moderními antimalariky.
Látka má dnes význam i v léčbě amébiózy jater (amébického abscesu) a v terapii revmatických chorob (patří mezi skupinu léků DMARDs – disease-modifying antirheumatic drugs).

## Mechanismus účinku
Bylo formulováno několik hypotéz ohledně fungování chlorochinu jako antimalarika. Podle převažujícího názoru brání účinné detoxikaci hemu, který vzniká v těle krevních stádií původců malárie (plasmodií) při trávení hemoglobinu. Chlorochin jako bazická látka se totiž usazuje v kyselých organelách, kde k trávení hemoglobinu dochází. Nestrávený hem se hromadí v buňkách plasmodií, oxidativně poškozuje membrány, trávicí enzymy a další významné molekuly. Podobně asi účinkuje i chinin, amodiachin, meflochin a další analogické látky, které se k léčbě a profylaci malárie používají.

### Virové infekce
Chlorochin patrně inhibuje pH-dependentní fázi replikace různých virů včetně Flaviviridae, Coronaviridae a Retroviridae. Jedním z jeho účinků je alkalizace fagolysosomu, který brání fůzi viru s membránou a rozpuštění virové kapsidy, které probíhají při nízkém pH. V klinických studiích bylo nejdůkladněji zkoumáno jeho působení na replikaci HIV. Chlorochin má kromě toho imunomodulační účinky a tlumí produkci a uvolňování TNF-α (Tumor necrosis factor) a interleukinu 6, které způsobují horečnaté komplikace různých virových onemocnění.